# نهر ميوس
ميوس (بالأوكرانية: Міус، بالروسية: Миус) نهر في أوروبا الشرقية يخترق كلا من أوكرانيا وروسيا، ينبع من نهر الدونتس بدونتسك أوبلاست الأوكرانية وينحدر جنوبا باتجاه لوهانسك أوبلاست حيث يتم مساره داخل الأراضي الأوكرانية ليستمر في انحداره جنوبا باتجاه بحر أزوف مرورا بروستوف أوبلاست الروسية وأخيرا ينتهي به المطاف غرب مدينة تاغانروغ الروسية، ويبلغ طول النهر إجمالا 258 كم.
أقامت القوات الألمانية أثناء الحرب العالمية الثانية خطا دفاعيا حصينا عند النهر عُرف باسم جبهة ميوس (بالألمانية: Miusfront)، كما شهدت جوانب النهر مراحل من القتال العنيف خلال معارك استعادة روستوف عام 1943.